# Perizoma lucifrons
Perizoma lucifrons är en fjärilsart som beskrevs av Louis Beethoven Prout 1926. Perizoma lucifrons ingår i släktet Perizoma och familjen mätare. Inga underarter finns listade i Catalogue of Life.